# Paraspadella nana
Paraspadella nana är en djurart som tillhör fylumet pilmaskar, och som först beskrevs av Owre 1963.  Paraspadella nana ingår i släktet Paraspadella och familjen Spadellidae. Inga underarter finns listade i Catalogue of Life.